# 301 – Scheiß auf ein Empire
301 – Scheiß auf ein Empire (Alternativtitel: 301 – Die Deppen der Antike; Originaltitel The Legend of Awesomest Maximus) ist eine US-amerikanische Sandalenfilmparodie von Jeff Kanew aus dem Jahr 2011. In den Hauptrollen sind Will Sasso und Kristanna Loken zu sehen.

## Handlung
Troja und Griechenland befinden sich im Krieg. Um Frieden zu stiften, wird Orlando, der homosexuelle Prinz von Troja, nach Griechenland geschickt. Hottizia, seine ambitionierte Schwester, strebt nach dem Thron und sieht in der Friedensmission die Chance gekommen. Sie drängt ihren Ehemann Deppus Maximus, der einer Weissagung zufolge der größte Stratege seiner Zeit sein soll, in Wahrheit aber ziemlich untalentiert ist, dem Prinzen nachzureisen und die Mission zu retten, da sie ahnt, dass ihr Bruder scheitern würde. Damit erhofft sie, sich das Wohlwollen ihres greisen Vaters Senilus zu erlangen.
In der Tat misslingt die Friedensmission, da Orlando die Gattin des griechischen Königs Erotikos, Helena, überredet, ihm nach Troja zu folgen. Der jähzornige Erotikos ist erzürnt und startet einen Feldzug gegen Troja. In seinem Gefolge befindet sich Testiklos, der größte Held. Die Trojaner stellen sich den Griechen – einer Prophezeiung des Orakels folgend – mit bloß 300 Mann entgegen. Ihnen gelingt es durch den heldenhaften Einsatz von Qantas und seinen Männern, die Griechen zu schlagen. Deppus schlägt sich in der Schlacht miserabel und wird von seinen eigenen Gefolgsleuten „versehentlich“ über eine Klippe gestoßen. Alle glauben, er sei dabei gestorben.
In Wirklichkeit gelingt es ihm jedoch, an die afrikanische Küste zu schwimmen. Dort wird er von Sklavenhändlern gefangen genommen und zum Gladiatoren ausgebildet. Dort lernt er richtig zu kämpfen und ist prompt siegreich in der Arena. Hierbei erschlägt er jedoch Platroklos und zieht sich so den Zorn des Testiklos zu. Deppus kann jedoch entkommen.
Unterdessen gelingt es den Griechen nicht, Troja einzunehmen. Da schlägt Gnomicus, der zuvor von den Trojanern wegen seiner Größe und Hautfarbe verstoßen wurde, König Erotikus eine List vor. Die Griechen sollen sich in einem riesigen Holzpenis verstecken und so in die Stadt gelangen. Die List gelingt und die Griechen stehen kurz vor der Eroberung Trojas. Um weiteres Blutvergießen zu vermeiden, schlägt Deppus Erotikos vor, den Krieg in einem Einzelkampf zu entscheiden. Dieser willigt ein und lässt Testiklos kämpfen. Er unterliegt Deppus jedoch, da dieser Testiklos’ Schwachstelle erkannt hat. Nachdem Erotikos sein Versprechen brechen und den Krieg fortführen will, gesteht Orlando ihm seine Liebe. Er habe den ganzen Krieg nur angezettelt um Erotikos’ Aufmerksamkeit zu erregen. Erotikos ist überwältigt, da auch er Orlando liebe, und bereitet dem Krieg ein Ende. Auch Hottizia ist endlich mit Deppus zufrieden, da er zum ersten Mal einen Erfolg aufweisen kann.
Am Ende stellt sich heraus, dass Deppus die Geschichte zwei Frauen in einer Bar erzählt hat. Es bleibt also offen, ob sich das Ganze so tatsächlich zugetragen hat oder nur eine Erfindung von Deppus ist.

## Anspielungen
- Der Name des Prinzen von Troja lautet Orlando, eine Anspielung auf Orlando Bloom, der den Paris im Spielfilm Troja darstellt.
- Testiklos trägt seinen Namen, da seine Mutter ihn an seinen Hoden gehalten hatte, als er durch das Wasser eines heiligen Flusses unverwundbar wurde. Dies bezieht sich auf die Legende um Achilles, der aus demselben Grund an seiner Ferse seine einzige verwundbare Stelle hatte.
- Der Film enthält die Geschehnisse um Achilles, Hektor und Patroklos. Im Gegensatz zum Original ist Achille (Testiklos) aber nicht deshalb erzürnt, weil Hektor (Deppus) Patroklos (Platroklos) getötet hat, sondern deshalb, weil er die beiden verwechselt hat. Dies verletzt Testiklos in seiner Eitelkeit.
- Das Trojanische Pferd ist hier ein riesiger hölzerner Penis.

## Hintergründe
301 – Scheiß auf ein Empire stammt aus dem Haus National Lampoon und parodiert die Filme 300, Troja, Gladiator und Braveheart. Die Dreharbeiten wurden in Antelope Island und auf dem Great Salt Lake in Salt Lake City, Utah durchgeführt. Die Vertriebsrechte hat in den USA die Sender Comedy Central und für den deutschen Markt Intergroove Media. Die Filmparodie wurde am 5. August 2011 in den USA veröffentlicht. Seit dem 7. März 2014 ist der Film in Deutschland käuflich zu erwerben.

## Rezeption
Die Kritiken fallen unterschiedlich aus, so bezeichnet Filmdienst die Parodie als „wirre Klamotte im Gewand der ‚300‘-Filme“. DVD-Forum.at bezeichnet den Film als „ein frech, überdrehter Spass“, der komischer als Die Pute von Panem – The Starving Games sei.

## Synchronisation
| Rolle             | Darsteller         | Deutsche Sprecher        |
| ----------------- | ------------------ | ------------------------ |
| Awesomest Maximus | Will Sasso         | Marco Kröger             |
| Approximo         | Eddie Pepitone     | Engelbert von Nordhausen |
| Ginormous         | Nelson Frazier Jr. | Tilo Schmitz             |
| Hottessa          | Kristanna Loken    | Claudia Urbschat-Mingues |
| Jamal             | Deon Richmond      | Asad Schwarz             |
| König Eroticus    | Khary Payton       | Klaus-Peter Grap         |
| König Looney      | Rip Torn           | Jürgen Kluckert          |
| Minoritees        | Tony Cox           | Santiago Ziesmer         |
| Testiclees        | Ian Ziering        | Jaron Löwenberg          |
| Quantas           | Kevin Linehan      | Frank Röth               |
| Erzähler          | -                  | Lutz Mackensy            |